# Most kolejowy w Żytawie
Most kolejowy w Żytawie – most kolejowy na Nysie Łużyckiej w Żytawie na trasie linii kolejowej nr 346 z Żytawy przez Hrádek nad Nisou do Liberca. Linia na trzykilometrowym odcinku przebiega przez terytorium Polski w okolicach Porajowa w województwie dolnośląskim.
Jest to efektowny wieloprzęsłowy most wykonany z kamienia o długości 741 m i 18 m wysokości. Jednotorowy most kolejowy wybudowany został w latach 1853–1859.